# 孟伞
孟伞，是缅甸掸邦孟休县孟休镇区下辖的一个镇。